# HP200A

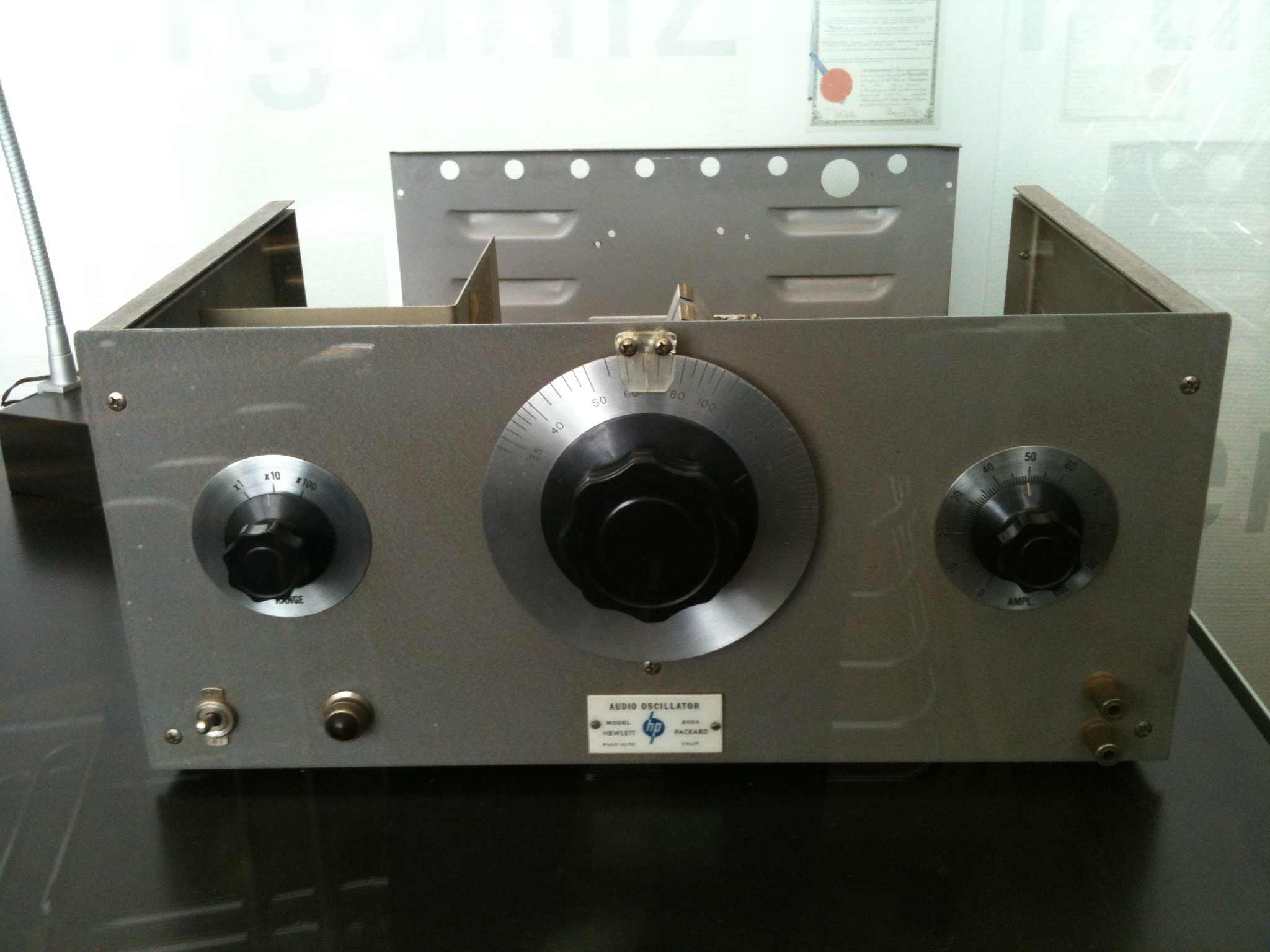
Frontansicht

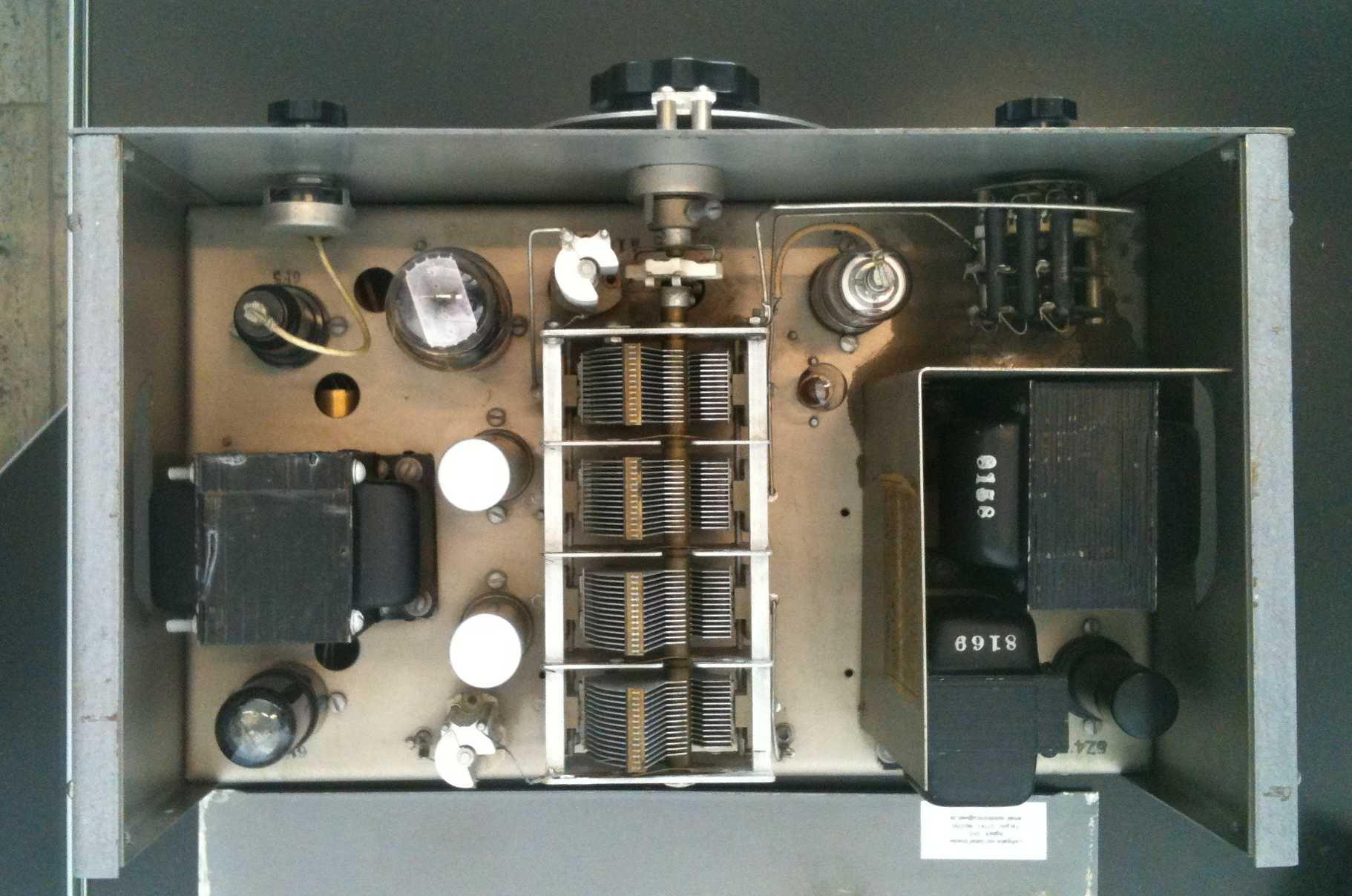
Innenaufbau

Der HP200A war das erste Produkt, welches im Jahr 1939 nach einem Patent von William Hewlett durch Hewlett-Packard in David Packards Garage in Palo Alto hergestellt wurde. Es ist ein röhrenbestückter Tongenerator, dessen Sinussignal zum Testen von elektronischen Audiosystemen verwendet werden konnte.
Das Gerät lieferte 1 Watt Ausgangsleistung mit einer einstellbaren Frequenz von 35 Hz bis 35 kHz. Es bestand aus zwei Pentoden 6F6 und 6V7 im Oszillatorteil und einer Eintakt-A-Endstufe (6V6) mit Ausgangsübertrager.
Als Besonderheit benutzt diese Oszillatorschaltung eine Wien-Robinson-Brücke mit Drehkondensatoren als frequenzbestimmende Elemente und eine Glühlampe zur Amplitudenstabilisierung. Der temperaturabhängige elektrische Widerstand dieser Lampe (3 W 120 V, betrieben bei etwa 3 V) bildet eine vom Kathodenstrom einer der Oszillatorröhren abhängige Gegenkopplung und vermeidet nichtlineare Verzerrungen der erzeugten Tonfrequenzen. Siehe hierzu auch Wien-Robinson-Brücke#Amplitudenregelung.
Bereits in Hewletts dem Gerät zugrunde liegenden Patent diente eine kleine Glühlampe als Amplitudenstabilisierung. Diese Amplitudenstabilisierung ist ein Schlüsselverfahren für den Einsatz einer Wienbrücke für verzerrungsarme Sinusoszillatoren, da diese nicht von sich aus stabil sind.
Später wurde der HP200B mit etwas abweichendem Frequenzbereich (20 Hz bis 20 kHz) gefertigt.
Tongeneratoren nach genau diesem Prinzip, dem gleichen Frequenzumfang und gleichfalls mit Drehkondensatoren, später jedoch mit Transistoren statt Elektronenröhren, wurden noch bis in die 1980er Jahre gebaut.
Die Produktbezeichnung HP200A wurde gewählt, um den Eindruck zu erwecken, dass HP bereits eine etablierte Firma sei. Als erster Kunde gelten die Walt Disney Studios, welche acht HP200A Tonfrequenzgeneratoren erwarben und in der Produktion des 1940 erschienenen, ersten in Mehrkanal-Tonsystem aufgenommenen Zeichentrickfilms Fantasia einsetzten.